# Balam (demon)
Balam (ook wel Balaam of Balan) is in de demonologie een groot en krachtig koning. Door sommige auteurs wordt hij afgebeeld als de hertog van de hel, waar hij het bevel voert over veertig legioenen van demonen. Hij weet alle antwoorden op vragen over het verleden, het heden en de toekomst. Bovendien kan hij zichzelf en mensen onzichtbaar of doorzichtig maken.
Balam wordt afgebeeld met drie hoofden. Eén hoofd is dat van een stier, het tweede dat van een man en het derde dat van een ram. Hij heeft vlammende ogen en de staart van een slang. Hij draagt een havik op zijn vuist en verplaatst zich al rijdend op een sterke beer. Soms wordt hij enkel afgebeeld als een naakte man rijdend op een beer.
De naam Balam lijkt afkomstig te zijn van de Bijbelse magiër Bileam.